# صوفيا أهلبوم
صوفيا كارولينا أهلبوم (بالسويدية: Sofia Ahlbom) (25 نوفمبر 1803 - 8 يونيو 1868) هي فنانة رسم ونحّاتة وناقشة على الخشب وعلى الحجر ومصورة فوتوغرافية وصانعة خرائط وكاتبة وشاعرة وناشطة نسوية سويدية.

## حياتها
وُلِدت صوفيا أهلبوم في مدينة فاستيراس، وهي ابنة صائغ. أظهرت موهبتها في الرسم خلال مقتبل عمرها حينما كانت طفلة، وكانت تُعلِمها ناقشة الخشب جراندل الرسم ثم غدت تُعلمها النقش فيما بعد. وأسست هي وشقيقتها غوستاففا مدرسةً للبنات بعد وفاة والدها عام 1822، وأدارتا المدرسة لإعالة أنفسهن ووالدتهن ماديًا. وقامت أهبلوم بالتوازي مع ذلك بصناعةِ نقوش بتكليف من لجنة مؤلفة من زبائن كانوا من بين صاغة المدينة. وأُعجبت فاعلة خير ميسورة بموهبتها ونصحتها بالانتقال إلى العاصمة.
انتقلت صوفيا أهلبوم مع والدتها وشقيقتها إلى ستوكهولم عام 1832، حيث استطاعت إعالة نفسها وعائلتها من خلال عملها وحدها كفنانة محترفة: فلم تتزوج قط، ولكنها عاشت برفقة والدتها وشقيقتها طوال حياتها. وقد وصِفت شخصيتها بالمفعمة بالحياة واتسمت نظرتها للحياة بالعملية والفعالية وقيل عنها: «إن لها لنظرة أكثر إشراقًا على الحياةِ وما تحمله من ظروفٍ، وهذا إلى جانبِ ذهنها الأكثر صفاءً ووجدانًا... وهي عمليةٌ جدًا عندما يتعلق الأمر بالأعمال، فليس بالإمكان وجود ذكر من ذاك.» وتوفيت أهلبوم في ستوكهولم عن عمرٍ يناهز 64 عامًا.

## النقش والحفر
عرفت صوفيا أهلبوم لأول مرة معظمها بنقوشها في النحاس والفضة والذهب. من 1842 إلى 1843، كانت ناشطة في باريس، حيث قامت بعدة نقوش حجرية للفنان يعقوب. في نهاية المطاف، أضافت أيضًا الطباعة الحجرية إلى مجال خبرتها. وتمكنت من القيام بعدة رحلات إلى الخارج لدراسة العمل الفني الذي تخصصت فيه.

## مصورة فوتوغرافية
صوفيا اهلبوم نشطت أيضا كمصورة محترفة. في عام 1864، ذُكر أنها كانت مصورة ناجحة منذ عدة سنوات، لكنها لم تذكر السنة بالضبط عندما ظهرت لأول مرة.

## صانعة الخرائط
تم توظيف صوفيا أهلبوم في شركة لصناعة الخرائط من قبل Navigationsskolan (جامعة الملاحة) في ستوكهولم. وقد قامت بتأدية النقوش لميداليات «ستوكهولم سلوجزكولا» (مدرسة ستوكهولم للفنون والحرف) و«كريجس أكاديميان فيد كارلبيرج» (أكاديمية الحرب في كارلبرغ). وقد صنعت النقوش للكتابات التوضيحية الخاصة بمجلس اللوردات السويدي (1861-1864).

## كاتبة
صوفيا أهلبوم كانت ناشطة أيضا ككاتبة، وأنتجت منشورات في كل من الشِعر والنثر. وصفت بأنها متعلمة ذاتيًا، وقالت انها كانت درست جيدًا في الدوائر الأدبية. ذكر فريدريكا بريمر صوفيا أهلبوم باحترام في الحياة في العالم القديم (1862).

## القضايا الاجتماعية
شاركت أهلبوم في مناقشة القضايا السياسية والاجتماعية. وقد كان حينها إحدى أكثر قضايا حقوق المرأة سجالاً خلال خمسينيات القرن التاسع عشر هي مسألة تأسيس نظام إعانة تقاعدي للمعلمات وكانت الحكومة من الداعمين للمقترح. أسست الناشطة النسوية يوزيفينا ديلاند «جمعية المعلمات المتقاعدات» عام 1855، ولكن كان هذا المشروع في خطر عدم تحقيقه لهدفه المنشود بسبب عدم كفاءة الأشخاص المسؤولين عنه. وخلِفت صوفيا أهلبوم ديلاند على منصب الأمانة العامة بعد موافقة الحكومة على الجمعية، وهو منصب شغلته خلال الفترة الممتدة من عام 1859 حتى 1864. وكان لها الفضل في تنظيم الجمعية تنظيمًا متينًا وهو ما أنقذ هذه الهيئة من الانحلال.

## روابط خارجية
- http://libris.kb.se/hitlist.jsp?q=f%C3%B6rf%3A%28Ahlbom%2C+Sophia%2C+1803-1868%29&m=50
- https://xn--portrttarkiv-kcb.se/details/VaM-WW8ntnAAAAAAAAAA7g